# 銀絲巻
銀絲巻（ぎんしまき、インスーチェン、インシージェン）は、中国のパン。断面が糸を詰めたように見えるパンである。

## 概要
細い糸状にカットしたパン生地を束ねて、同じパン生地に包み込んだパン。こうした製法によって独特の断面が生まれ、中に含まれる空気の量が多いことでふわふわとした食感になるのが特徴である。こってりした料理との相性が良く、濃厚なソースをつけて食されることも多い。
北京では蒸しパンにし、台湾では揚げパンにする。

## 北京

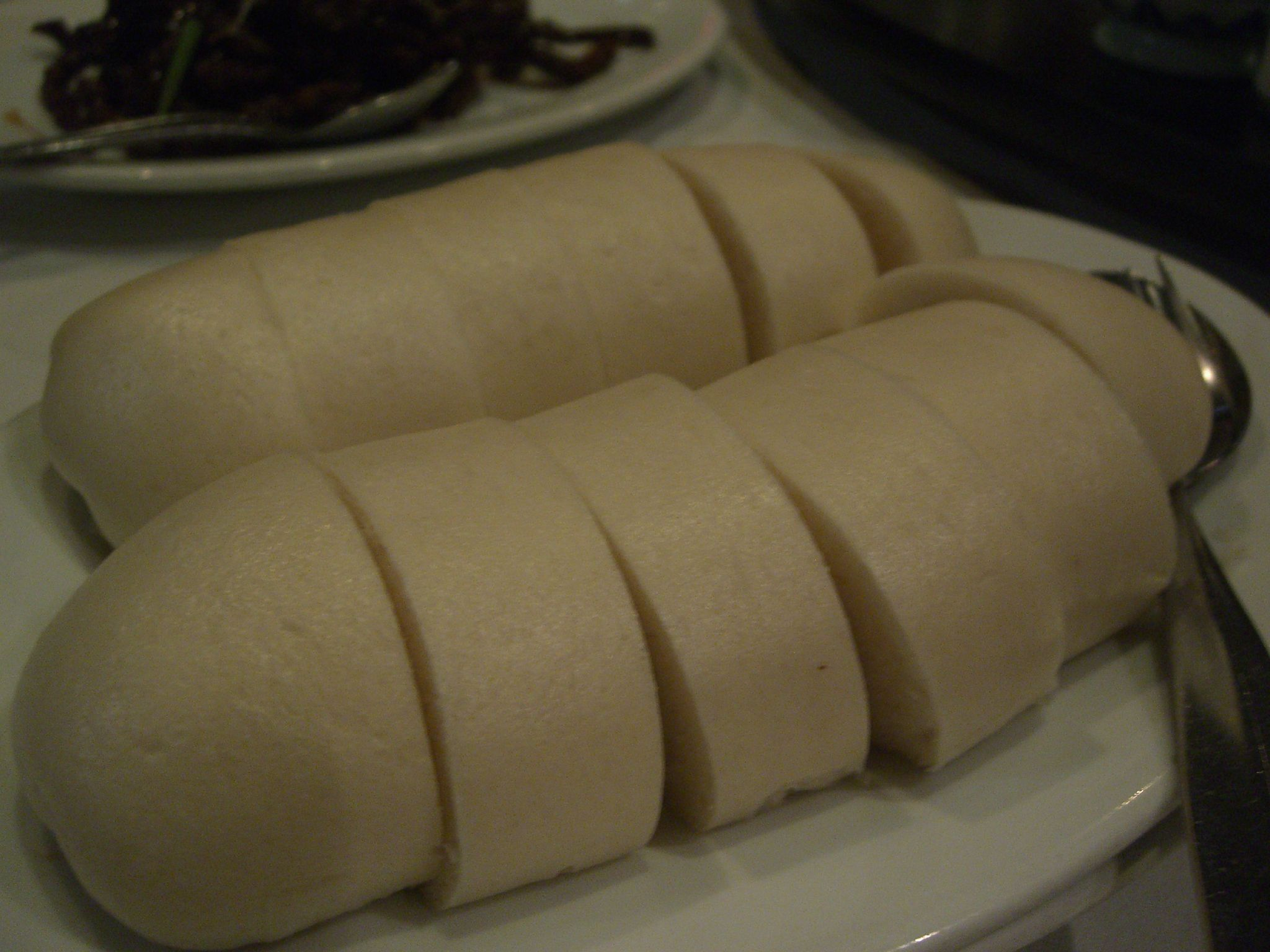
銀絲巻の例

## 台湾

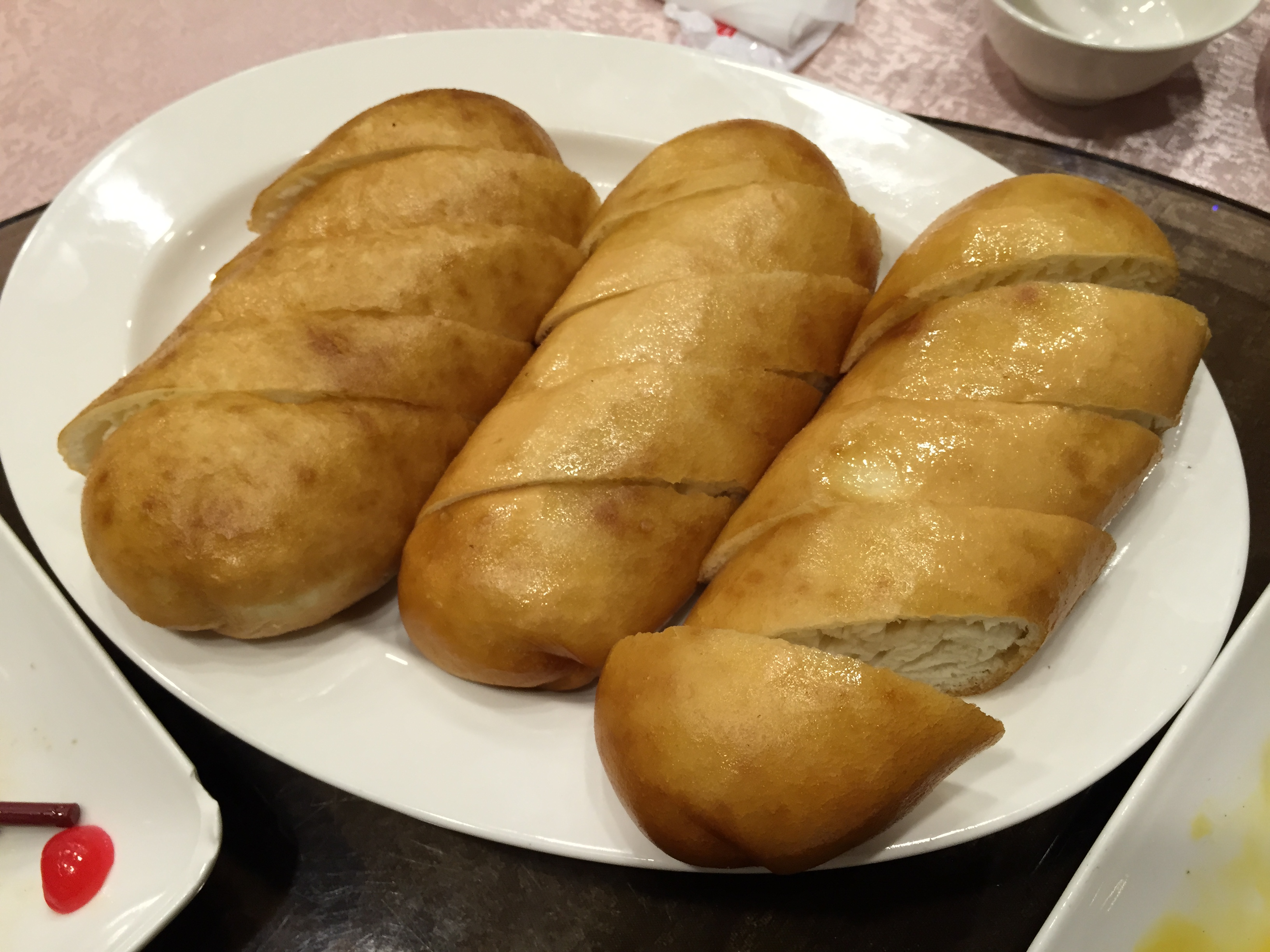
炸銀絲巻の例（台北）

台湾では、スーパーマーケットやコンビニエンスストアでも売られているポピュラーな商品である。

### 日本

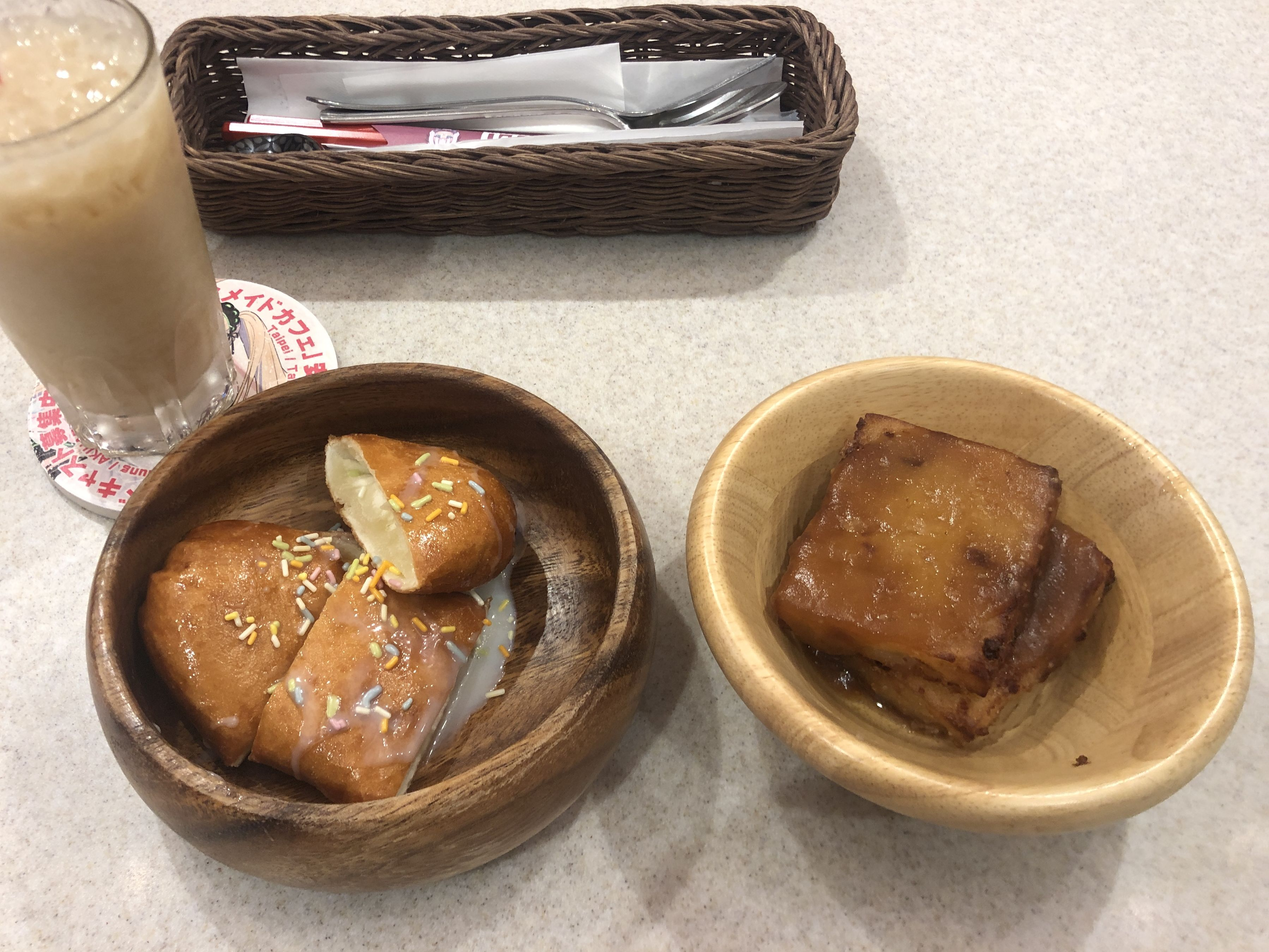
銀絲巻（左）と大根餅（右）（日本、秋葉原）

日本では、名古屋市を中心に中華料理レストラン店をチェーン展開する浜木綿から「台湾糸巻パン」の名称で販売し、日本全国に広まっている。
『学年ビリのギャルが1年で偏差値を40上げて慶應大学に現役合格した話』のモデルとなった小林さやかが受験勉強の際に台湾糸巻パンを支えにしたというエピソードがある。